# سوريافانشي
سوريافانشي (بالهندية: सूर्यवंशी)‏ (بالإنجليزية: Sooryavanshi)‏ هو فيلم درامي أكشن باللغة الهندية لعام 2021 من إخراج روهيت شيتي وإنتاج ريلاينس إنترتينمنت وروهيت شيتي بيكتشرز ودارما برودكشنز وكيب أوف جود فيلمز. إنه الجزء الرابع من Cop Universe. الفيلم من بطولة أكشاي كومار في الدور الرئيسي، مع عودة أجاي ديفجن ورانفير سينغ بدور سينغهام وسيمبا في أدوار صغيرة. تظهر كاترينا كيف وجافيد جافيري وفيفان باتينا ونيهاريكا رايزادا وجاكي شروف وجولشان جروفر ونيكيتين دير وسكندر خير وأبهيمانيو سينغ وكومود ميشرا في أدوار داعمة محورية. تم الإعلان عن شخصية كومار في نهاية فيلم سيمبا الذي كان بمثابة مقدمة للشخصية.
كان من المقرر في البداية أن يتم عرضه في 24 مارس 2020 ثم في 2021، ولكن تم تأجيله بسبب جائحة كوفيد-19 في الهند. وبعد عدة تأخيرات، تم عرضه أخيرًا في دور العرض في 5 نوفمبر 2021 تزامنًا مع ديوالي. تلقى الفيلم آراء متباينة من النقاد وأصبح الفيلم الهندي الأعلى ربحًا في عام 2021 بإجمالي 294 كرور روبية بعد جائحة كوفيد-19.

## القصة
خلال تفجيرات مومباي عام 1993، فقد فير "سوريا" سوريافانشي والديه، حيث أصبح متحمسًا ليصبح ضابطًا في مصلحة السجون. بعد سنوات، هرب بلال أحمد، العقل المدبر للتفجيرات، من الهند، وسعى إلى اللجوء مع الإرهابي المروع عمر حفيظ في آزاد كشمير في باكستان حيث بدأوا في التخطيط لمزيد من هذه الهجمات. عاد أبناء عمر رياض حفيظ ورضا حفيظ من لندن بعد أن تركوا دراستهم بعد سماع أخبار عن مقتل شقيقهم الأكبر ضابط في الجيش الباكستاني على يد جنود هنود في حرب كارجيل ردًا على ذلك، شكلوا شبكة خلايا نائمة تتكون من 40 إرهابيًا، يتظاهرون بأنهم هنود، بهدف تنفيذ المزيد من التفجيرات بعد هجمات مومباي عام 2008. يخطط سوريا، الذي يشغل الآن منصب نائب مفوض الشرطة ورئيس وكالة مكافحة الإرهاب، لعملية في جيسالمير ويتمكن من اختطاف رياض، الذي كان يخفي هويته تحت هوية مزيفة.
يكشف ضابط الشرطة المشترك وضابط سوريا الكبير كابير شروف، الذي كان الشخص الوحيد القادر على حل القضية بالكامل، عن طن كامل من مادة RDX، التي تم جلبها إلى الهند، والتي تم استخدام 400 كيلوجرام منها خلال تفجيرات عام 1993 وما تبقى منها 600 كيلوجرام لا تزال مدفونة في مكان ما في البلاد. يخطط سوريا للقبض على أعضاء الخلية النائمة المتبقين، بينما يحاول أيضًا المصالحة مع زوجته المنفصلة الدكتورة ريا جوبتا، التي انفصل عنها عندما أصيب ابنه برصاصة أثناء القبض على مجرم مطلوب، ولكن دون جدوى. يلتقي سوريا بالكاهن الإسلامي كادر عثماني، الذي هو في الواقع إرهابي وشريك بلال. يلتقي عثماني ببلال، الذي يضم مسكنه في ساوانتوادي 600 كيلوجرام من مادة RDX المطلوبة. يزيلان RDX المدفونة ويستعدان للتفجيرات التالية. يصل بلال إلى مومباي باستخدام هوية مزيفة بمساعدة سائق التاكسي جون ماسكارينهاس، الذي يغادر إلى بانكوك.
يقبض سوريا على بلال، الذي يعترف بأنه نفذ التفجيرات انتقامًا لمقتل عائلته في أعمال شغب عام 1993، ويطلق النار على نفسه حتى الموت. بعد أن علم عمر حافظ بوفاة بلال، يرسل ابنه الأصغر رضا ويعطيه جواز سفر سريلانكي للانتقام لموت بلال وإنهاء الأعمال غير المكتملة. لاحقًا، يتم القبض على جون في بانكوك بعد مطاردة طويلة بينه وبين سوريا، الذي علم أن القنابل كانت من صنع عضو آخر في الخلية النائمة. يتم القبض على عثماني وجون؛ يخطط سوريا للتظاهر بتعذيب بنات عثماني لإجباره على الاعتراف. يكشف عثماني أخيرًا أن رياض سيقابله في منزل مساعده رفيق. تقتل قنبلة انتحارية زرعت هناك عثماني، الذي تساعد ابنته الكبرى في تحديد صانع القنابل فيفيك المعروف باسم مختار أنصاري، وهو أيضًا ابن اليد اليمنى لعمر حافظ، والذي يختبئ في شيفجاد. يرسل سوريا المفتش سانجرام "سيمبا" باليراو لاعتقاله.
يخبر سيمبا سوريا أنه سيتم زرع 7 قنابل في 7 مواقع في مومباي. يهرب رياض بمساعدة رضا ويكشف أن مقر ATS سيتم قصفه أيضًا. يستعين سوريا وفريقه بطائرات الهليكوبتر التابعة لـ NSG والقوات الجوية الهندية للمساعدة في تسليم القنابل بأمان عبر طائرات الهليكوبتر وتفشل التفجيرات. ومع ذلك، يستخدم رياض وفريقه ريا كمفجرة انتحارية لمهاجمة مقر ATS مع احتجاز سوريا وسيمبا ورجال الشرطة الآخرين كرهائن. يصل صديق سوريا نائب مفوض الشرطة باجيراو سينغام ويقومون بتفكيك القنبلة الملفوفة حول ريا، بينما يقتلون جميع الإرهابيين. يقبضون على مختار ورياض وشقيقه الأصغر رضا، الذين يسخرون من سينغام وسيمبا وسوريا بأنهم كانوا في الهند كخلايا نائمة لسنوات عديدة، ونفذوا العديد من الهجمات في مومباي وأن الشرطة لا تستطيع إيذائهم. غضب سينغهام وسيمابا وسوريا وأطلقوا النار عليهم حتى الموت، وبالتالي إحلال السلام في مومباي.

## طاقم التمثيل
- أكشاي كومار بصفته نائب مفوض الشرطة فير سوريافانشي، رئيس ATS[5]
- كاترينا كايف بدور الدكتورة ريا سوريافانشي (ني جوبتا)[6]
- أجاي ديفجن بدور نائب مفوض الشرطة باجيراو سينغهام (ظهور قصير)
- رانفير سينغ بدور مساعد مفوض الشرطة سانغرام "سيمبا" باليراو (ظهور قصير)
- سيدهارتا جادهاف بدور المفتش الأول سانتوش تاودي، زميل سيمبا الضابط (ظهور قصير)
- جافيد جعفري بدور مفوض الشرطة المشترك كابير شروف[7]
- جاكي شروف بدور عمر حفيظ، زعيم عسكر طيبة وإرهابي[8]
- نيهاريكا رايزادا بدور المفتش الأول تارا مانشانداني[9][10]
- هيلين شاستري بدور المفتش الكبير مالفيكا جوبتا
- جولشان جروفر بدور مولانا قادر عثماني
- أبهيمانيو سينج  [لغات أخرى]‏ بدور رياض حفيظ / راجبير راثود[11]
- نيكيتين دير بدور مختار أنصاري / فيفيك شاستري[12]
- مرونال جاين بدور رضا حفيظ، شقيق رياز[13]
- راجندرا غوبتا بدور نعيم خان، والد عباس[13]
- آصف البصرة بدور رفيق صديقي، مساعد عثماني
- شروتي بانوار بدور نفيسة حفيظ، زوجة عمر
- عدي تيكيكار بصفته رئيس وزراء ولاية ماهاراشترا
- أنيل تشارانجيت بدور أتمارام، جار بلال في ساوانتوادي
- أجيت شيدهاي في دور مراد أحمد
- آشيش وارانج بدور كونستابل أشيش تامبي
- أوماكانت باتيل في دور المفتش الفرعي أوماكانت بهيدي
- مينال ساهو في دور جيوتي جوبتا، زوجة راجبير
- سوكانيا داندا في دور زاهدة عثماني، زوجة قادر
- راج جوبال آير في دور مانيش راو
- أمريت بال سينغ بدور المفتش عباس نعيم خان
- صوفيا خان في دور ليلي دياس، صديقة جون
- فيدان شارما في دور آريان سوريافانشي، فيرز الابن
- أنوفا جوبتا بدور سنيها بوس، زميلة ريا
- كريشنا كوتيان بدور ضابط ATS
- أنيل خوبكار بدور مولانا
- شارفاري لوهاكار بدور فاندانا تامبي، زوجة آشيش

## الموسيقى التصويرية
موسيقى الفيلم من تأليف تانيشك باجشي وليجو جورج - دي جي شيتاس وجام8 بينما كلمات الأغاني من تأليف راشمي فيراج وشبير أحمد وأناند باكشي وتانيشك باجشي وبريم داوان. أغنية "Aila Re Aillaa" هي إعادة إنتاج للأغنية التي تحمل نفس الاسم من فيلم 2010 Khatta Meetha. أغنية "Najaa" هي إعادة إنتاج للأغنية البنجابية التي تحمل نفس الاسم لعام 2017، والتي ألفها في الأصل باف داريا. أغنية "Tip Tip Barsa Pani" هي إعادة إنتاج للأغنية التي تحمل نفس الاسم من فيلم Mohra، والتي ألفها في الأصل فيجو شاه وتضم غناء المطربين الأصليين ألكا ياجنيك وأوديت نارايان. تم إصدار أغنية "Hum Hindustani" في 22 مارس 2022 تحت Saregama؛ تم تعديلها من الأغنية التي تحمل نفس الاسم والتي ألفتها في الأصل أوشا خانا وكتبها بريم داوان.
| #  | عنوان                | المدة |
| -- | -------------------- | ----- |
| 1. | "Aila Re Aillaa"     | 2:36  |
| 2. | "Mere Yaaraa"        | 4:45  |
| 3. | "Najaa"              | 3:11  |
| 4. | "Tip Tip"            | 4:10  |
| 5. | "Sooryavanshi Theme" | 1:48  |
| 6. | "Hum Hindustani"     | 2:00  |

## روابط خارجية
- سوريافانشي على موقع IMDb (الإنجليزية)
- سوريافانشي على موقع روتن توميتوز (الإنجليزية)
- سوريافانشي على موقع نتفليكس (الإنجليزية)
- سوريافانشي على موقع قاعدة بيانات الأفلام العربية
- سوريافانشي على موقع أول موفي (الإنجليزية)
- سوريافانشي على موقع فيلمافينيتي (الإسبانية)
- سوريافانشي على موقع قاعدة بيانات الفيلم (الإنجليزية)
- سوريافانشي على موقع ليتربوكسد (الإنجليزية)
- سوريافانشي على موقع كينوبويسك (الروسية)